# Far Beyond the Sun
Far Beyond The Sun é uma famosa música de rock instrumental, considerada a canção assinatura do guitarrista virtuoso sueco Yngwie Malmsteen.
Lançada em 1984 com o álbum Rising Force a música é até hoje considerada uma das canções de guitarra mais difíceis de serem tocadas. Para o guitarrista brasileiro Kiko Loureiro, Far Beyond The Sun é "épica, uma música completa, cheia de solos, partes rápidas e tudo o mais."
Sobre a composição da canção, Malmsteen deu o seguinte testemunho:

## Versões
A primeira gravação de "Far Beyond the Sun" foi no álbum de estúdio Rising Force, de 1984. Desde então, a música é presença obrigatória nos shows do guitarrista. Em uma entrevista à Guitar World em 2008 , Malmsteen disse: "Provavelmente tocarei "Far Beyond the Sun" até o dia de minha morte."
Inspirado nos compositores clássicos, Malmsteen afirma que em cada show, a música é tocada de forma diferente: "Eu nunca toco da mesma forma. Sempre faço uma introdução longa e improvisada, e depois um adágio antes do grande riff de abertura. Também toco partes dos arpejos e do solo de maneiras diferentes, nunca nota por nota."
| Ano  | Álbum                                                                                                 | Versão                | Duração |
| ---- | --- | --------------------- | ------- |
| 1984 | Rising Force                                                                                          | Estúdio               | 5:52    |
| 1989 | Trial by Fire: Live in Leningrad                                                                      | ao vivo               | 8:17    |
| 1998 | Yngwie Malmsteen LIVE!!                                                                               | ao vivo               | 9:14    |
| 2000 | Concerto Suite for Electric Guitar and Orchestra in E flat minor LIVE with the New Japan Philharmonic | ao vivo com orquestra | 9:18    |
| 2003 | G3: Live In Denver                                                                                    | ao vivo               | 7:21    |

## Prêmios e Honrarias
- Em 2019, ela foi ranqueada como a melhor canção instrumental de guitarra de todos os tempos pela revista Young Guitar Magazine.[12]